# پل فورتونی
پل فورتونی (انگلیسی: Pol Fortuny؛ زادهٔ ۱۱ مارس ۲۰۰۵) بازیکن فوتبال اهل اسپانیا است که در حال حاضر برای رئال مادرید سی در پست هافبک بازی می‌کند.
وی همچنین در تیم‌های ملی فوتبال زیر ۱۵ سال، زیر ۱۷ سال، زیر ۱۸ سال و زیر ۱۹ سال اسپانیا بازی کرده است.